# 殷建中
殷建中（1534年—？），字子道，直隸蘇州府吳縣人，民籍，明朝政治人物。

## 生平
嘉靖四十年（1561年）辛酉科應天府鄉試第一百二十一名舉人。隆慶二年（1568年）中式戊辰科會試第三百五名，二甲第十八名進士。授河南鈞州知州，历官南京兵部武选司郎中，萬曆四年（1576年）十月復除工部都水司河道郎中。

## 家族
曾祖殷達；祖父殷宗盛，贈太常寺典簿；父殷轅，母王氏。具庆下。兄相俊、相儒。